# Wilhelm von Ditfurth
Wilhelm von Ditfurth, né le 29 juin 1780 à Minden, principauté de Minden et décédé le 20 août 1855 dans son domaine de Dankersen près de Rinteln, province de Westphalie) est un général de l'infanterie royale du royaume de Prusse.

## Biographie

### Origine
Wilhelm est issu de l'ancienne famille noble Ditfurth du Harz et est le fils du conseiller de guerre et de domaine prussien Georg von Ditfurth (1742-1815) de Cosel, administrateur d'un arrondissement (de) de l'électorat de Hesse et chef de la chevalerie (de) de Schaumbourg, et son épouse Helene Marie, née von der Asseburg (de) (1742-1793) de Meisdorf. Ditfurth est baptisé le 4 juillet 1780 dans l'église luthérienne de Sainte-Marie de Minden. Il est un demi-frère du poète et écrivain Franz Wilhelm von Ditfurth (1801-1880).

### Carrière militaire
Ditfurth est affecté comme caporal (Fahnenjunker) dans le régiment d'infanterie « duc de Brunswick » de l'armée prussienne le 25 septembre 1795. Il rejoint le corps d'observation en Westphalie avec son unité le 1er juin 1796, et avance au poste de sous-lieutenant à la mi-février 1798. Lors de la guerre de la quatrième coalition, il est blessé lors de la bataille d'Iéna.
Après la paix de Tilsit, il rejoint le 1er bataillon de réserve de Poméranie le 5 novembre 1807. Le 6 décembre 1809, il est agrégé (de) au régiment, et le 13 juin 1809, il est incorporé au régiment. Le 5 janvier 1810, il y devient capitaine d'état-major et le 10 février 1812, capitaine et commandant de compagnie. Dans la campagne d'Allemagne, il est major et commandant du 2e bataillon du 1er régiment à pied de la Garde. Il est blessé lors de la bataille de Lützen et reçoit la Croix de fer 2e classe. Il combat à Bautzen, Dresde, Leipzig, Brienne, Arcis-sur-Aube, Paris, Ligny et dans les batailles de Wavre et Saint-Germain. Pour la bataille de Paris, il reçoit l'Ordre de Saint-Vladimir de 4e classe et la 1re classe de la croix de fer. Pour son travail à Wavre et à Saint-Germain, Ditfurth reçoit le 2 octobre 1815 l'ordre Pour le Mérite aux feuilles de chêne. Le 31 mai 1815, il est nommé commandant dans le 30e régiment d'infanterie et est promu lieutenant-colonel le 9 octobre 1815.
Le 30 mars 1821, il devient colonel par brevet du 3 avril 1821. En tant que tel, il est commandant de la 12e brigade de la Landwehr du 30 mars au 7 décembre 1830, puis de la 16e brigade de la Landwehr. Dans cette position, il est promu major-général à la fin du mois de mars 1832. Le 30 mars 1838, il est nommé commandant de la 7e division d'infanterie  et se voit alors confier les fonctions de commandant de Magdebourg. Sa santé est déjà défaillante, et le 18 avril 1838, Ditfurth obtient un congé de trois mois avec sa solde pour faire une cure de santé à Nenndorf et Pyrmont. En octobre 1838, il reçoit l'Ordre de Saint-Stanislas de première classe. Le 30 mai 1840, il est libéré de son poste de commandant de Magdebourg, et le 10 septembre 1840, il est promu lieutenant-général. Le 3 octobre 1844, il est nommé commandant de Berlin et chef de la gendarmerie d'État. À l'occasion de son 50e anniversaire de service, le roi Frédéric-Guillaume IV lui décerne le 29 septembre 1845 l'Ordre de l'Aigle rouge de 1re classe avec des feuilles de chêne et des diamants, pour son long service. Le 31 mai 1847, Ditfurth se voit à nouveau accorder un congé de cure de deux mois.
Pendant la révolution de Mars, Ditfurth est commandant de la ville (de) de Berlin en 1848 jusqu'à ce qu'il soit remplacé par le général de division Wilhelm von Thümen (1792-1856). Ditfurth présente alors sa démission, qui est approuvée le 11 avril 1848 avec une pension annuelle de 4000 thalers.
Le 15 juin 1852, Ditfurth reçoit le caractère de général de l'infanterie. Il décède le 1er août 1855 à manoir de Dankersen (arrondissement de Rinteln (de)) et est enterré sur le Helenenberg.

### Famille
Ditfurth se marie le 31 juillet 1810 à Silligsdorf (arrondissement de Regenwalde (de), province de Poméranie) avec Florentine von Brederlow (née le 11 octobre 1789 sur son domaine de Groß Lauth (de), à Eylau, en province de Prusse-Orientale et décédée le 3 octobre 1870 au domaine de Dankersen). Le mariage donne les enfants suivants:
- Arthur Alexander Ferdinand Eduard Detleff (1813-1878), colonel prussien et commandant de Coblence et d'Ehrenbreitstein marié à Elisabeth Wilhelmine Charlotte von Schack (1825–1868), parents de Hans von Ditfurth (de)
- Florentine (née en 1815), chanoinesse d'Obernkirchen (de)
- Helene Berta (1815-1890), chanoinesse à Obernkirchen
- Anna Maria Luise Helene (1816-1865) mariée avec Emil von Schwartzkoppen, général d'infanterie prussien
- Ottilie Clementine (1817-1847)
- Ferdinande Karoline Wilhelmine Anna (1819-1847)
- Virginie Franziska Bettina (1823-1863)
- Hans Bernhard Rudolf Alexander (né et mort en 1825)
- Barthold Burchard Bernhard Busso Hoimar (1826-1902), général d'infanterie prussien marié avec Helene von Kleist (1844–1920) de la maison de Damen. Leur fils adoptif Sigismund fonde la ligne Ditfurth-Kleist.

## Décorations
Pour le Mérite avec feuille de chêne (16 juin 1815)

## Travaux
- Aus sturmbewegter Zeit. Briefe aus dem Nachlasse des Generals der Infanterie von Ditfurth. 1810–1815. herausgegeben von Hoimar von Ditfurth (1826–1902), Verlag A. Hofmann & Comp., Berlin 1895, 2. Auflage: Verlag A. Hofmann & Comp., Berlin 1912.